# Jemen na Mistrzostwach Świata w Lekkoatletyce 2015
Jemen na Mistrzostwach Świata w Lekkoatletyce 2015 – reprezentacja Jemenu podczas Mistrzostw Świata w Pekinie liczyła 1 zawodnika, który nie zdobył medalu.

## Występy reprezentantów Jemenu
| Konkurencja             | Zawodnik            | Runda 1       | Runda 1 | Półfinał | Półfinał | Finał    | Finał   |
| Konkurencja             | Zawodnik            | Rezultat      | Pozycja | Rezultat | Pozycja  | Rezultat | Pozycja |
| ----------------------- | ------------------- | ------------- | ------- | -------- | -------- | -------- | ------- |
| Bieg na 5000 m mężczyzn | Abdullah Al-Qwabani | 16:02,55 (PB) | 39.     | —        | —        | NQ       | NQ      |